# タウングー
タウングー（တောင်ငူမြို့ 、Taungoo） は、ミャンマー中部バゴー地方域の都市。ヤンゴンから約220km、分区の北東端に向かっており、東と西に山脈が連なっている。主な産業は林業製品で、山からチークなどの広葉樹を採取している。ビルマのことわざでは、予期せぬ幸運が訪れると「ベテルの恋人がタウングーへの旅に勝つ」と表現されているほど、アレッカの木で知られている。
ビルマの歴史では、16世紀から18世紀にかけて200年以上もの間、ビルマを支配したタウングー朝の都市として有名である。タウングーは1510年～1539年と1551年～1552年にビルマの首都であった。
ハンタワディー・ユナイテッド・フットボール・クラブはタウングーを本拠地としている。

## 名称
タウングーのパーリ語での名前はKetumadiで、"王室の基準を満たす "と言う意味となる。

## 歴史
タウングーは、パガン帝国の末期の1279年、辺境をさらに南下するために生まれた。1287年にパガン帝国が滅亡した後、タウングーはミンザイン王国と後のピンヤ王国の支配下に置かれた。1358年、タウングーでの反乱が成功し、1367年にアヴァ王国の名目上の一部となるまで独立を達成した。その支配者たちは大規模な自治権を保持し、より大きなアヴァ王国とハンタワディ王国を互いにいがみあわせていた。1470年、アヴァは別の反乱を鎮圧し、反乱を制した将軍シトゥ・チャウティンを総督にした。1485年には、シトゥ・チャウティンの孫のミンギ・ニョがタウングーの総督となると、ミンギ・ニョの指導の下、公国は力を増していった。1510年10月、ミンギニョは正式にアヴァと決別し、タウングー王朝を建国した。

## 気候
タウングーは熱帯サバンナ気候（ケッペン気候分類Aw）で、熱帯モンスーン気候（ケッペン気候分類Am）に分類される。年間を通して気温が高く、モンスーンの前の数ヶ月間（3月～5月）は特に暑く、平均最高気温は35℃を超える。冬の乾季（11月～3月）と夏の雨季（4月～10月）がある。

## 人口
2014年の国勢調査では108,569人となったが、1983年の国勢調査では65,851人であった。
バマル族（ビルマ人）が大多数を占めており、東側にはカレン族（Kayin）が多く住んでいる。中国人、インド人、シャン族、カヤー族が残りを占める。
住民の大半はテラヴィダ仏教徒で、バプテスト派とローマカトリックのキリスト教徒がそれに続いている。タウングーにはカレン族のキリスト教団体の本部や教会がある。